# 沃吕沃河
沃吕沃河（荷蘭語：Woluwe，荷蘭語發音：[ˈʋoːlyʋə]，法語發音：[wɔlywe]）是比利时布鲁塞尔首都大区和弗拉芒布拉班特省的河流，是塞讷河的右支流，长17.3千米，发源自瓦特马尔-博斯福德，于维尔福德流入塞讷河。